# Michel Suleiman

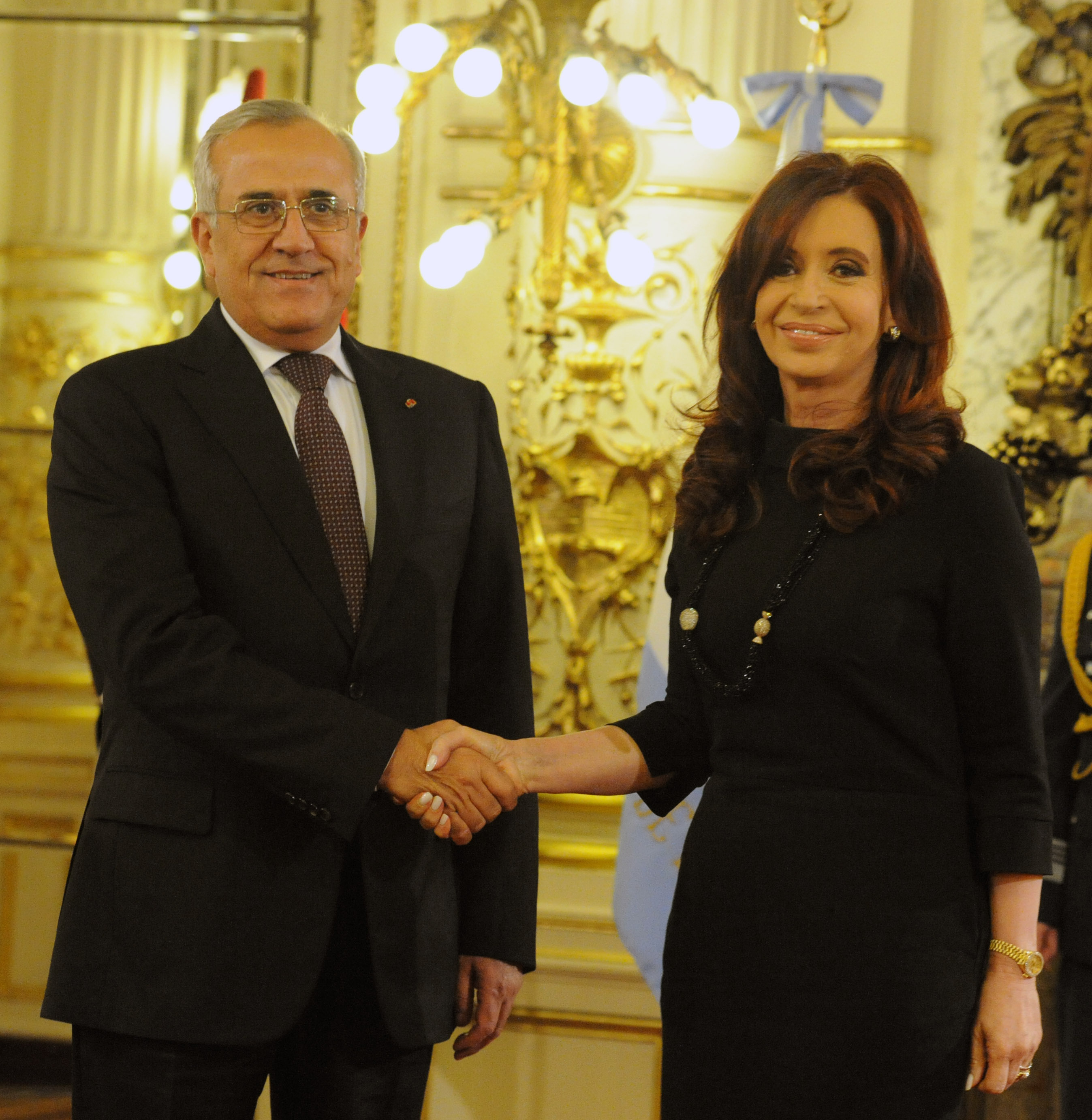
Argentinas president Cristina Kirchner möter Michel Sleiman 2009.

Michel Suleiman (arabiska: ميشيل سليمان), född den 21 november 1948, var mellan 25 maj 2008 och 25 maj 2014 Libanons president, efter att tidigare ha varit landets arméchef sedan 1998.

## Biografi
Michel Suleiman föddes och växte upp en i en katolsk-maronitisk familj i Libanon. Han är gift med Wafaa Suleiman och har tre barn. Han har tilldelats utländska utmärkelser från Syrien, Arabförbundet, Ukraina och  Ryssland.
Michel Suleiman har en kandidatexamen i statsvetenskap, och tog examen från den libanesiska militärakademin 1970 med rangen andre löjtnant. Därefter genomgick han olika militära kurser i Belgien, Frankrike och USA. 1990-1991 var han chef över arméns underrättelsetjänst, och steg därefter i graderna inom infanteriet. Han efterträdde Emile Lahoud som arméchef, landets högsta befälhavare under presidenten, när Lahoud utnämndes till president. I den befattningen hade Suleiman högsta ansvaret för armén under Libanonkriget 2006, och slog ner de islamistiska ockupanterna av flyktinglägret Nahr al-Barid i Tripoli, Libanon 2007. I politiskt hänseende betraktas Suleiman som prosyrisk.
Suleimans huvudfrågor som arméchef i det konfliktdrabbade Libanon har varit att bekämpa terrorism och spionage, där han har inriktat sig på israeliskt spionage och islamistisk terrorism, att stödja landets självständighet mot Israel tills de drog sig tillbaka från södra Libanon 2000 (se Israel-Libanon-konflikten) och mot Syrien som drog sig tillbaka efter Cederrevolutionen 2005. Under Libanonkriget 2006 var det armén under Suleiman som lade fram fredsvillkoren, som godkändes av samtliga parter.
2008 blev Suleiman Libanons president och 2014 efterträddes han av Tammam Salam på posten.